# Фердинанд Урбих
Фердинанд Хайнрих Урбих е виден немски сурдопедагог. Открива първото в България и на Балканския полуостров частно училище за глухите деца. Основоположник на нов клон в образованието в България – сурдопедагогиката.

## Биография
Фердинанд Урбих е роден на 30 декември 1861 г. в Кройцбург, Германия.
Завършва основното си образование в родния си град. След това постъпва в учителската семинария в Айзенах, където попада под влиянието на станалия по късно известен педагог Вилхем Райн. Там, по време на учението си, по нещастно стечение на обстоятелствата, останал куц за цял живот с левия крак. Именно това нещастие го накарало да вземе решението да помага с всички сили на такива като него – хора с увреждания. Известно време хоспитира (трупа стаж в своеобразен тестов период на работа) в института за глухите във Ваймар.
През 1883 г., след като е завършил средното си образование в Айзенах, Урбих работи като учител-хоспитант в Института за глухите в Хамбург. След две години го напуска и до 1897 г. е частен учител на глухонямо момче в Хайделберг. Едновременно с това, в периода 1886 – 1897 г. попълва своите познания в областта на езикознанието, анатомията, физиката, педагогиката, философията и психологията и взема успешно държавния изпит за редовен учител – специалист по обучение на глухите.
Живее в България до 1918 г. Умира на 6 декември 1945 г.

## Дейност в България

### Първото училище за деца с увреден слух
През 1898 г. в ежедневния български печат се появява едно кратко съобщение под надслов „Училище за глухите“. В него се съобщава, че в България за пръв път се открива частно училище, в което немският учител за глухите Фердинанд Урбих ще преподава, „според най-новата звучна метода на български език всички предмети по програмата на основното училище в България“. Това съобщение оповестява началото на образованието на лишените от слух деца в България, за които дотогава никой не се е
замислял.
На 15 април 1898 г., след като е получил разрешение от тогавашния министър на Народното просвещение Иван Вазов, Урбих открива в София първото българско частно училище за глухите деца, в което е и първият му директор. Той започва работа с 12 ученика – глухите деца на различни възрасти, чиито родители били заможни, и работи сам в училището към което обществеността започва да проявява интерес.

### Фонд „Царица Елеонора“
Благодарение на подкрепата и покровителството на царица Елеонора, Урбих поставя основите на благотворителния царски фонд „Царица Елеонора“, с чиито средства е построена сградата на софийското училище за глухите. Земята за построяването на училището подарява царица Елеонора. Сградата е построена във формата на буквата „У“, в чест на Урбих, а настоящето име на училището е ССУ с ДГ за деца с увреден слух ”Проф д-р Дечо Денев”.

### Държавен институт за глухите
През 1906 г., когато министър на народното просвещение е вече д-р Иван Шишманов, с решение на Народното събрание частното училище на Урбих се поема от държавата и става Държавен институт за глухите с директор Фердинанд Урбих. В него учениците освен музикално образование получават възможност и за усвояване на занаят (като кошничарство, метларство, пантофарство, четкарство, ръчно и машинно плетиво).

### Подготовка на сурдопедагози
Урбих работи в България в продължение на 18 години, през което време не само поставя основите на учебно–възпитателната работа с глухи деца, но подготвя първите сурдопедагози в България. Привлича в училището млади и способни учители и ги подготвя теоретически и практически. Сред тях са Панайот Медникаров, Александър Иванчев, Иван Шинков и Никола Касаков, които впоследствие стават едни от най-добрите сурдопедагози.
Иван Шинков остава директор на Софийското училище за глухи деца след напускането на Фердинанд Урбих. Шинков прави опит да обоснове и да въведе в практиката нов метод за артикулационно обучение. Той застъпва становището, че артикулацията у
глухите ученици трябва да се изгражда на базата на неволевите автоматични говорни движения, без участието на волята и съзнанието. Този така наречен психологичен метод не може да намери почва за развитие.

### Методика
В първите години от развитието си в България образователното дело на глухите е осъществено по немската гласово говорна система, въведена от Урбих. Той е прилагал господстващият по онова време в Германия и в другите западноевропейски страни чист
устен метод, най-характерното за който е:
1. Преди откриването на говорните звукове се правят системни упражнения за развитие на дишането и говорните органи.
2. Същинското артикулационно обучение започва след приключването на предварителните упражнения.
3. Говорните звукове се откриват поотделно при определена последователност, съобразявайки се с дидактичния принцип от лесното към по-трудното и от простото към по-сложното. Всеки новооткрит звук се свързва с вече познати гласни или съгласни звукове и се образуват срички, а след това – от сричките – думи. Като основни анализатори, чрез които учениците възприемат произношението на звуковете са използвани зрението и осезанието. Ако това се окажело недостатъчно се прибягвало към използването на механични средства. Запознаването с буквите смислово едновременно с откриването на звук.

Критичното отношение на Урбих към чистия устен метод става причина той да внесе към него някои подобрения, по-съществените, от които са:
- отрича значението на предварителните дихателни упражнения и на упражненията на говорните органи
- отрича изолираното откриване на звуковете и въвеждане на непременното им свързване с други звуци във вид на сричка
- използва естествената мимика в процеса на обучението

През 1910 г. в своя стремеж да търси все по обективни форми и методи на обучение на глухите деца. Урбих замисля съставянето на учебници за глухите ученици и прави единствен в световната сурдопедагогика практика опит да въведе обучението по стенография. Резултатите от този експеримент се оказват много сполучливи, но той остава незавършен.

## Памет
На Фердинанд Урбих е наречена улица в квартал „Манастирски ливади“ в София (Карта).